# 埃米·诺特
阿馬莉·埃米·諾特（1882年3月23日—1935年4月14日），德國數學家，是抽象代數和理論物理學上聲名顯赫的人物。帕维尔·亚历山德罗夫、阿爾伯特·愛因斯坦、讓·迪厄多內、赫爾曼·外爾和諾伯特·維納等學者都把諾特譽為歷史上最傑出的女性數學家。她所開發的數學領域包括環、和上的代數；在物理方面，她所證明的諾特定理揭示了對稱性和守恆定律之間的緊密關係。
諾特出生於德國法蘭克尼亞地區埃爾朗根鎮的一個猶太家庭，父親是數學家馬克斯·諾特。諾特高分通過法語和英語考核，原先準備做法語和英語老師，但最終選擇了到父親任教的埃朗根-纽伦堡大学學習數學。她在保羅·哥爾丹的指導下，於1907年完成博士論文，然後在埃爾朗根數學研究所無薪工作了七年。女性在當時一般不允許擔任教職。1915年，大衛·希爾伯特和費利克斯·克萊因邀請她到世界領先的哥廷根大學數學系任職，但受到了哲學系教授的反對。諾特因此藉希爾伯特的名義教授了四年。1919年，諾特終於獲得特許任教資格和講師的頭銜。
諾特在哥廷根大學數學系舉足輕重。1924年，荷蘭數學家巴特爾·倫德特·范德瓦爾登加入了諾特的研究團隊，她的研究成果成為了范德瓦爾登1931年教科書《現代代數》第二卷的基礎，影響深遠。1932年，諾特在瑞士蘇黎世召開的國際數學家大會上致辭，以她在代數上的造詣名揚四海。次年，德國納粹政府下令禁止猶太人擔任大學教職。諾特移居美國，在賓夕法尼亞州布林莫爾學院擔任教授。1935年，她因卵巢囊腫接受手術，四天後不治，享年53歲。
諾特的數學研究生涯可分為三個時期。在1908至1919年的第一段時期內，她對代數不變量和體的領域做了重大的貢獻。在變分法中的微分不變量方面，她所證明的諾特定理成為了現代物理學發展歷程中最重要的數學定理之一。在1920至1926年的第二段時期內，她所開展的工作將徹底改變抽象代數。她在1921年發表《環的理想理論》論文中，將交換環理想理論發展成應用廣泛的工具。她巧妙地運用升鏈條件，所以滿足此條件的數學物件都附有諾特的名字，如諾特環等等。在1927至1935年的第三段時期內，諾特在非交換代數和超複數方面屢有建樹，並將群的表示論與模和理想理論整合為一。除了自己發表論文以外，她還深深影響了其他的數學家，在代數拓撲等相去甚遠的數學領域也有她的蹤跡。

## 出身與家庭

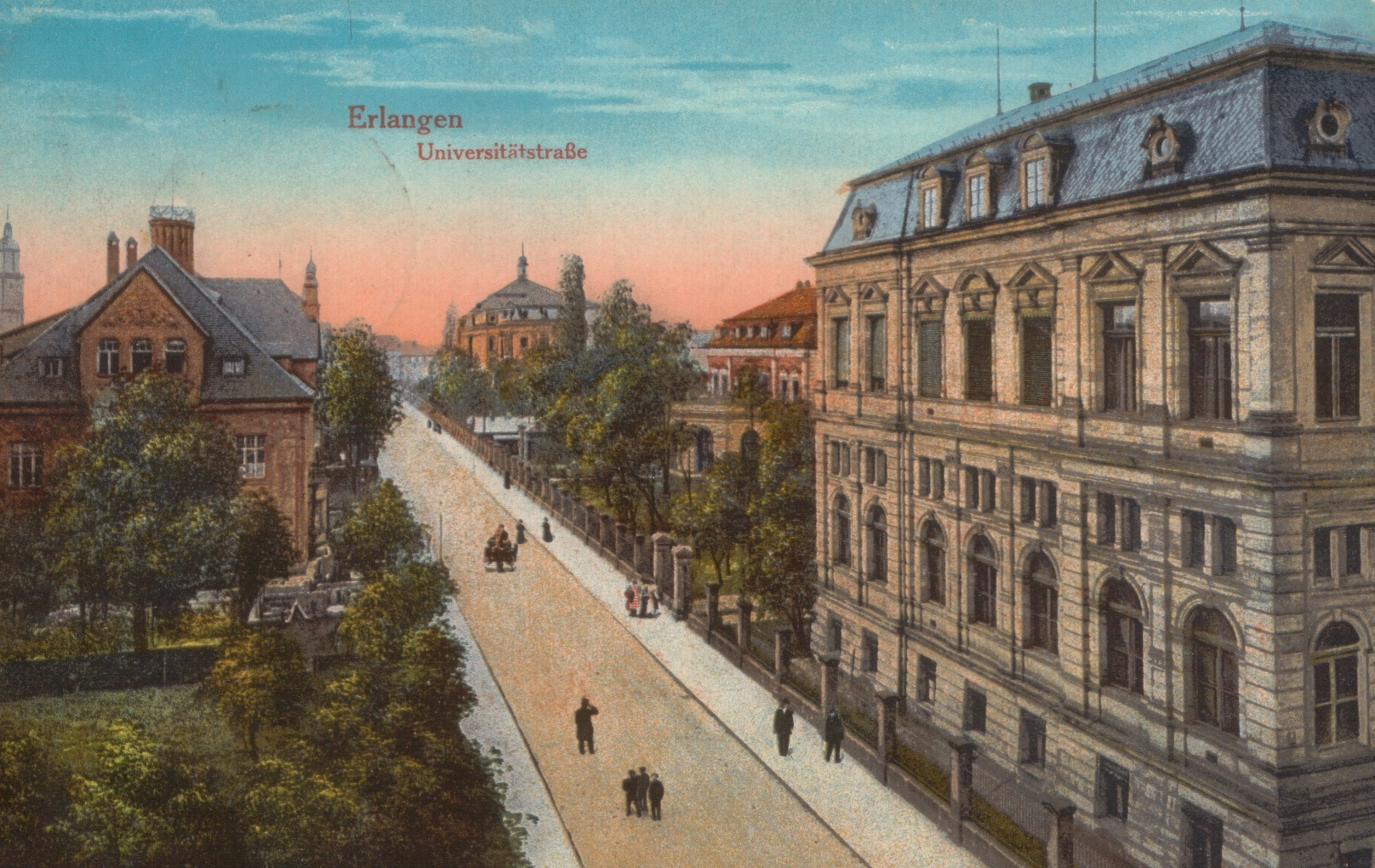
諾特在巴伐利亞埃爾朗根鎮長大。圖為1916年明信片

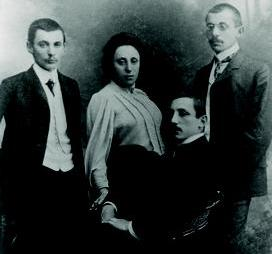
埃米·諾特和她的三個弟弟：阿爾弗雷德、弗里茨·諾特和羅伯特，1918年前攝

埃米的父親馬克斯·諾特出生在一個經營批發生意的德國家庭。他在14歲時因患小兒麻痺症而癱瘓，痊愈之後一條腿終身殘疾。他自學成才，1868年受海德堡大學頒發博士學位。在母校任教七年後，他轉至位於巴伐利亞埃爾朗根鎮的愛爾朗根大學任教，在那裡結識了富商的女兒伊達·阿馬利婭·考夫曼（Ida Amalia Kaufmann），兩人成婚。
馬克斯·諾特是一名數學家，在阿尔弗雷德·克莱布什研究成果的基礎上，主要對代數幾何做了不少貢獻，有布里爾-諾特定理、AF+BG定理等等。
馬克斯·諾特共有四個子女，埃米·諾特為長女，1882年3月23日在埃爾朗根出生，另有三個兒子。埃米·諾特的全名是阿馬莉·埃米·諾特，但她自小便常用中間名埃米。
諾特是一個可愛的小女孩，她在學業上雖然沒有鶴立雞群，但她在人們心目中聰明伶俐。她患有近視，小時有輕微的口齒不清。諾特的親友多年後回憶道，諾特在一次小朋友聚會上迅速地解答了一個腦筋急轉彎題，可見她自小便具有很強的邏輯思考能力。和當時許多小女孩一樣，她學習做飯、做家務，另外還學習彈鋼琴。除了愛好跳舞以外，她對這些事都不感興趣。
埃米·諾特共有三個弟弟。最年長的阿爾弗雷德（Alfred）在1883年出生，1909年在埃爾朗根大學獲得化學博士學位，但九年後不幸早逝。二弟弗里茨（Fritz）在1884年出生，在慕尼黑大學畢業後成為了著名的應用數學家，移居蘇聯後在史大林當政時的大清洗期間被內務人民委員部處決而死。最年輕的古斯塔夫·羅伯特（Gustav Robert）在1889年出生，終身患病，1928年英年早逝。

## 大學教育

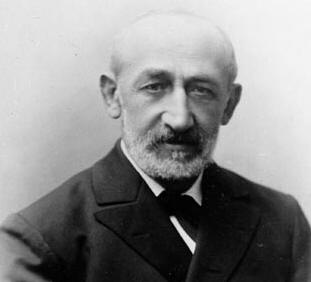
諾特的博士生導師保羅·哥爾丹

諾特從小就會說法語和英語。1900年春，她參加了法語和英語老師水準考試，以「優」（德語：sehr gut）的最高等級通過了考試。儘管她可以以此在女子學校教做語言老師，但她還是選擇了在埃爾朗根大學繼續進修。
這在當時是一個出乎尋常的決定。僅僅在兩年之前，大學的教務委員會宣告，混合性别教育將顛覆一切學術秩序。大學的986名學生中只有兩名女生，諾特就是其中一名。大學只允許她旁聽課程，不允許她完全參與，而且她必須得到任教教授的逐一批准以後才能上課。儘管如此，諾特還是在紐倫堡的一所九年制中學（德語：Realgymnasium）通過了畢業考試。
1903至1904年冬季學期期間，她到哥廷根大學，參加了天文學家卡爾·史瓦西以及數學家赫爾曼·閔考斯基、奧托·布盧門塔爾、費利克斯·克萊因和大衛·希爾伯特的講課。不久之後，哥廷根大學取消了針對女學生的種種限制。
諾特回到埃爾朗根，在1904年10月正式開始就讀埃爾朗根大學，並以數學為專業。她在保羅·哥爾丹的指導下，於1907年完成了博士論文《論三元雙二次型不變量的完整系統》（德語：Über die Bildung des Formensystems der ternären biquadratischen Form）。哥爾丹的研究以計算不變量為主，諾特的論文也詳細算出了一共三百多個不變量。這種研究不變量的手法，之後被希爾伯特所發明的更抽象、廣義的手法所取代。雖然論文在學術界獲得了良好的反響，但諾特在之後卻把這篇論文和其他類似的論文稱為「垃圾」。

## 教學

### 埃爾朗根大學
博士畢業後，諾特在埃爾朗根大學數學研究所無薪教學了七年，不時會在她父親生病時為他代課。1910至1911年，她把博士論文中的成果從三元推廣至n元。

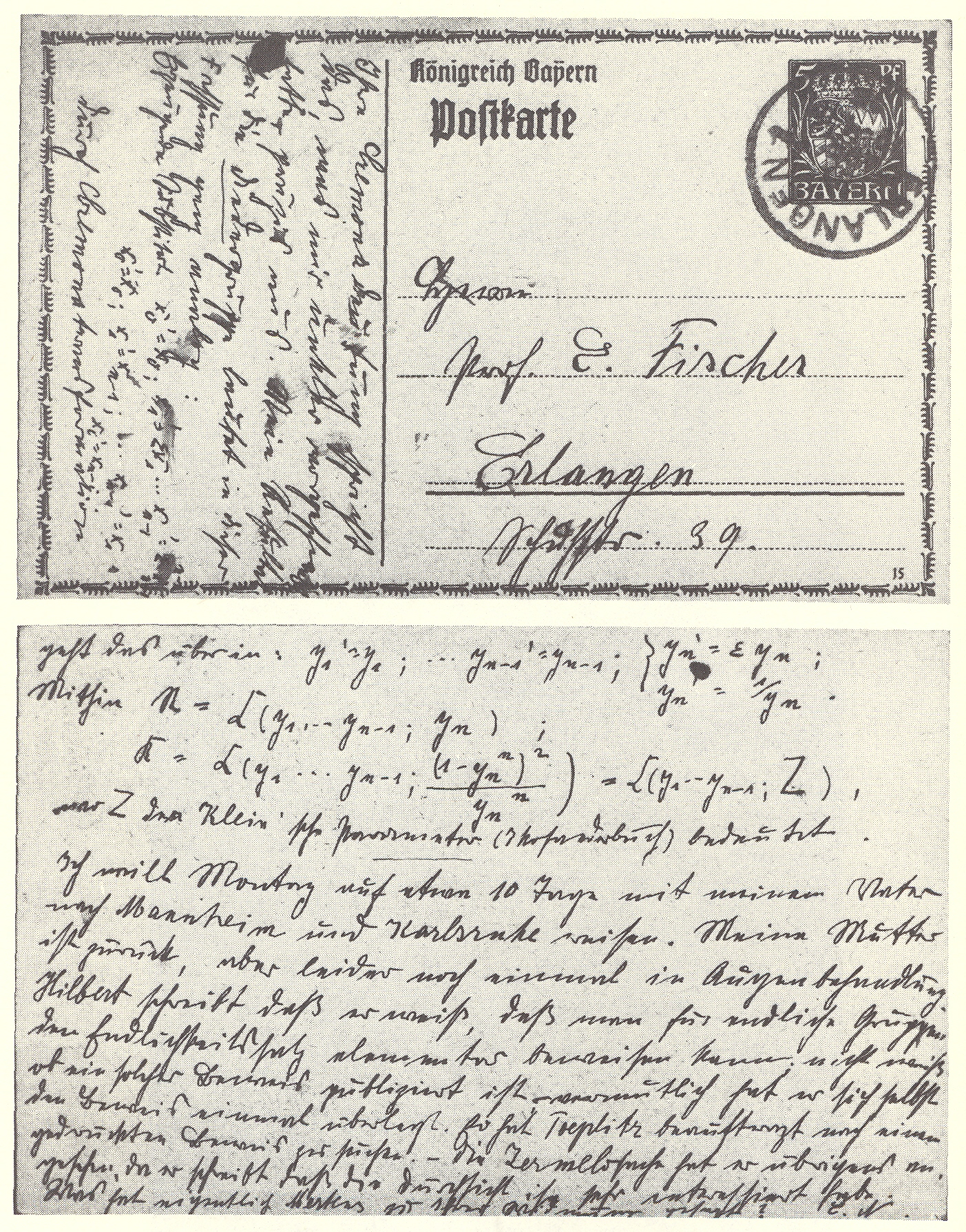
諾特有時候會用明信片和與她共事的恩斯特·西吉斯蒙德·菲捨爾討論抽象代數。圖為1915年4月10日蓋章的明信片

哥爾丹在1910年春退休，但不時還會和接手的埃哈德·施密特一同教書。施密特不久後接受了位於弗羅茨瓦夫的教職，離開了哥廷根。1911年，接手施密特的恩斯特·菲捨爾來到哥廷根，哥爾丹完全退出教學工作。1912年12月，哥爾丹去世。
赫爾曼·外爾認為，諾特通過菲捨爾學到了大衛·希爾伯特的研究，這對她有著深遠的影響。1913年至1916年間，她將希爾伯特所發明的方法運用到有理函數和有限群不變量等數學物件上，發表了多篇論文。諾特就此展開了對抽象代數的研究。
諾特常常和菲捨爾在聽完數學演講後繼續討論良久，還會向他寄明信片，講述自己在數學問題上的思緒。

### 哥廷根大學
1915年春，大衛·希爾伯特和費利克斯·克萊因邀請諾特到哥廷根大學擔任教職，但這一舉措受到了哲學系中語文學家和歷史學家的阻撓。他們認為，女人是不可以當講師（德語：Privatdozent）的。其中一名教授抗議道：「當我們的軍人從戰場上回到大學來，發現自己要在一個女人的腳下學習，他們會怎麼想？」希爾伯特則回擊道：「我並不覺得性別是一個阻止候選人成為講師的理據。我們畢竟是一所大學，不是個澡堂。」

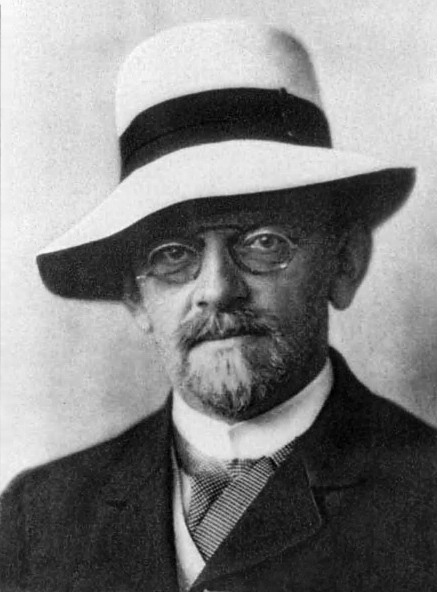
大衛·希爾伯特邀請諾特到哥廷根數學系大學任教，挑戰了當時反對女人擔任教職的觀點

諾特在4月底回到哥廷根。不到兩星期後，她在埃爾朗根的母親突然去世。同一時間，她父親退休，弟弟則隨德軍參加第一次世界大戰。她在家鄉待了幾個星期，主要是為了照顧年長的父親。
在哥廷根大學教學的頭幾年，諾特並沒有任何正式頭銜，也沒有薪水。她在研究期間的住宿費和零用錢，都是由她的家庭所提供。她常常會藉希爾伯特的名義開辦講座，自己則是「助手」。
在哥廷根工作不久後，諾特證明了物理系統的每一個連續對稱都有其對應的守恆定律，這就是諾特定理。1918年7月26日，克萊因在哥廷根一項會議上向皇家科學學院發表了這項成果。諾特之所以沒有自己去發表，是因為她並不是一名院士。物理學家利昂·萊德曼和克里斯托弗·T·希爾認為，諾特定理是現代物理學發展歷程中最重要的數學定理之一，重要性與畢氏定理不相上下。」

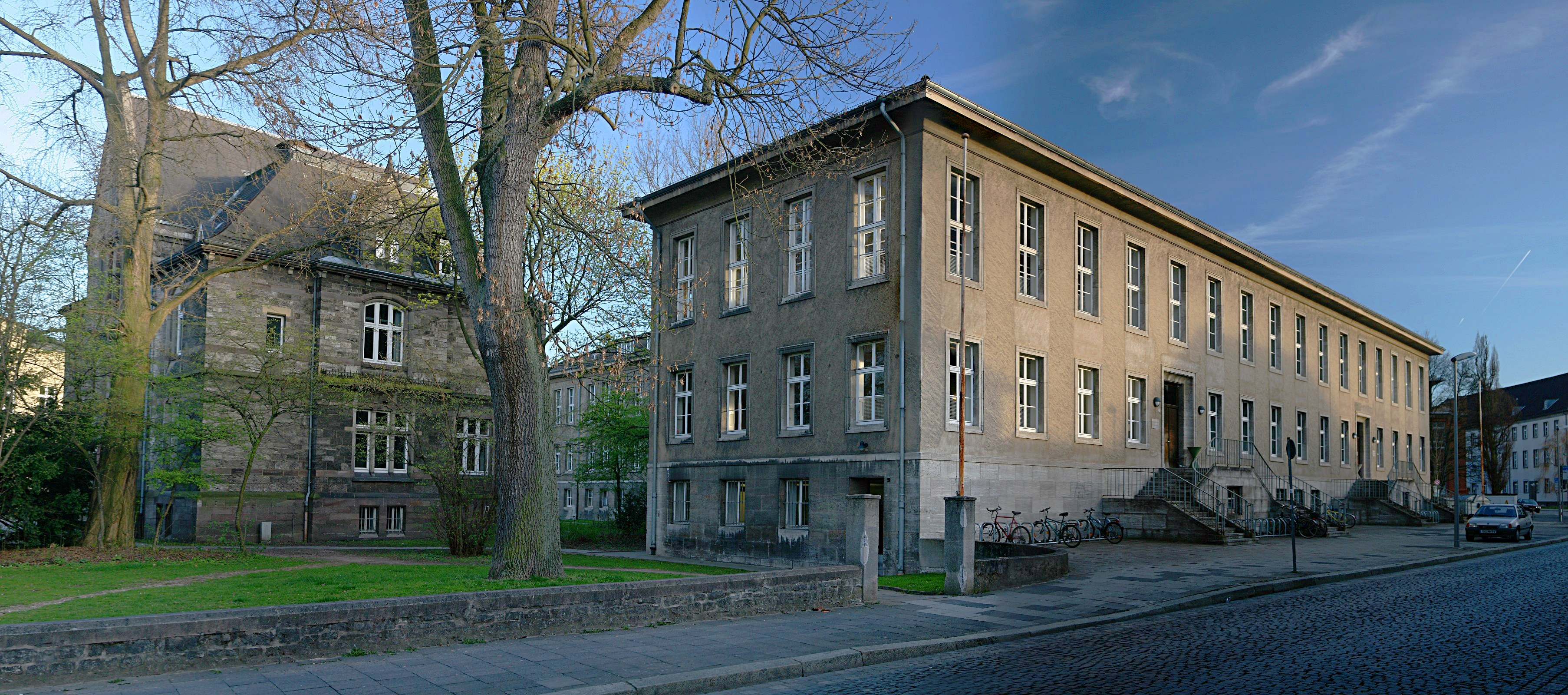
諾特在哥廷根大學數學系任教四年之後，終於在1919年獲頒發特許任教資格

一戰結束後，德國十一月革命爆發，社會發生了巨大的變革，其中包括人們對女權的看法。諾特在1919年5月成功通過口試，並於6月做特別演講，終於獲得哥廷根大學授予的特許任教資格。
三年後，諾特收到了來自普魯士科學、藝術及公共教育部部長奧托·伯里茨（Otto Boelitz）的一封信。伯里茨在信中向諾特授予「非正式特別教授」（德語：nicht beamteter außerordentlicher Professor）的頭銜。這是一種非終身制的教授職位，行政權有限，比「普通教授」（德語：ordentlicher Professor）的公務員職位低一級。儘管諾特的工作得到了認可，但她還是沒有拿到薪水。要直到一年後得到「代數講師」（德語：Lehrbeauftragte für Algebra）的特殊頭銜以後，她才正式開始帶薪工作。

## 抽象幾何上的研究
諾特定理固然是經典和量子物理中不可或缺的工具，但在數學界，諾特最偉大的貢獻卻在於抽象代數領域。納森·雅各布森在《諾特論文集》的導言中寫道：
抽象代數是二十世紀數學最突出的創新領域之一，其發展主要歸功於她——她通過發表論文、演講和啟發當代數學家，流芳百世。
她有時候會讓同事和學生以他們的名義發表她自己的想法，以自己的名譽換取他們學術上的發展。
諾特在1920年開始研究代數。她和W·施麥德勒（W. Schmeidler）共同發表了一篇有關理想的論文，對環的左右理想做出定義。
翌年，諾特發表《環的理想理論》（德語：Idealtheorie in Ringbereichen），將升鏈條件應用於理想上。代數學家歐文·卡普蘭斯基認為這是一篇「革命性」的論文。滿足升鏈條件的環因此被稱為諾特環，類似的其他數學物件也以諾特為名。
1924年，數學家巴爾特·倫德特·范德瓦爾登來到哥廷根大學，開始和諾特一起工作，從她學習了不少重要的抽象概念。范德瓦爾登之後回憶道，諾特思想之獨特創新「簡直無可比擬」。他在1931年出版的《現代代數》（德語：Moderne Algebra）成為代數領域的標準教科書，其第二卷主要以諾特的研究成果為基礎。雖然諾特自己並沒有提出要在書中認可她的重大貢獻，但范德瓦爾登還是在第七版加上了一項注釋：「部分內容基於埃米爾·阿廷和埃米·諾特的演講」。
在范德瓦爾登抵達哥廷根的同時，世界各地的數學家也都匯集在此，哥廷根高手雲集，從而成為了數學和物理學研究的中心。俄羅斯拓撲學家帕维尔·亚历山德罗夫1926至1930年間在哥廷根大學任教，馬上和諾特成為了好朋友。他把她稱呼為「der Noether」，其中的「der」為德語陽性冠詞，特顯親近而又尊敬之意。諾特向哥廷根大學爭取給亞歷山德羅夫一個教授職位，但最終只為他拿到了來自洛克菲勒基金會的獎學金。他們兩人經常討論代數和拓撲之間的關係。亞歷山德羅夫在1935年的悼念信中，把諾特譽為「歷史上最偉大的女數學家」。

## 指導和演講
諾特不但有尖銳的數學洞察力，她還對別人處處關照。雖然她有時候會對提出異議的人疾言厲色，但在別人的印象當中仍然是一個誨人不倦的導師。她在數學上之精確嚴謹，讓人覺得她是個總是「嚴厲批評」的人，不過她在批評的同時，還是保持著一種循循善誘的態度。一位同事曾經描述道：
她不自負，不浮誇，不顧自己的聲名，反而把宣揚她的學生的成果當做頭等大事。

### 哥廷根

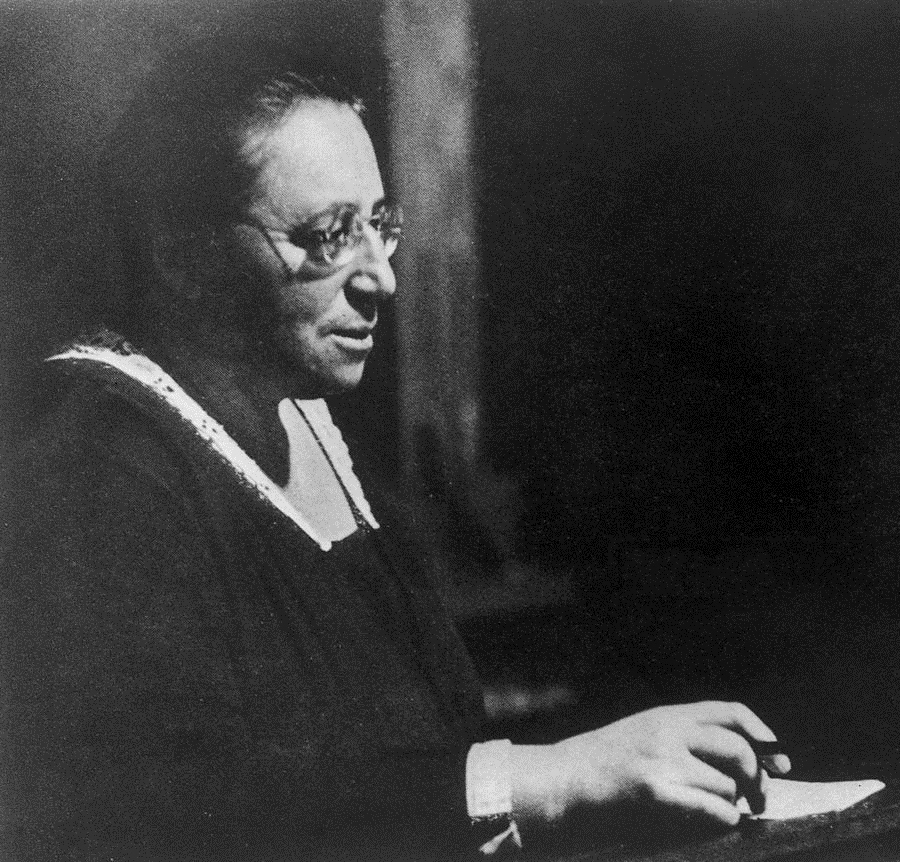
諾特，攝於1930年前後

諾特在哥廷根指導了十幾名博士生。格雷特·赫爾曼是她的第一名學生，她在1925年2月通過論文答辯。赫爾曼之後把諾特稱為她的「論文母親」。馬克斯·多伊林在本科期間就已脫穎而出，最終對算術幾何領域貢獻良多。漢斯·菲廷以證明菲廷定理和菲廷引理為名，曾炯則以曾氏定理為名。她還和沃爾夫岡·克魯爾密切合作，克魯爾以克魯爾主理想定理和交換環維度理論著稱，對交換代數的發展功不可沒。
她省吃儉用，最初是因為大學沒有給她任何收入，但她在1923年終於拿到薪水以後，仍然過著樸素的生活。雖然她在晚年得到了更豐厚的收入，但還是把收入的一半遺贈給侄子戈特弗里德·E·諾特（Gottfried E. Noether）。
諾特在儀表上不拘小節。代數學家奧爾加·陶斯基-托德描述道，她在一場午餐會上指手畫腳地討論數學，一次次把食物打翻，又一次次把食物從裙子上抹去，若無其事。她在講課時，直接從上杉中取出手帕，她頭髮蓬亂卻渾然不覺。有兩名女學生想在課堂小息時提醒她梳理儀容，但她眉飛色舞地探討數學，完全無法打斷。
范德瓦爾登在諾特的訃告中寫道，她上課前從不事先寫好講義，而是會把課堂視為和學生們自發討論數學問題的時間。她一些最重要的成果，都是在這些課堂中發展出來的。范德瓦爾登和多伊林等學生的課堂筆記，也最終成為了一些教科書的基礎。
她的同事也會來聽她的課。她有時候會把自己的思想讓別人來發表，如結合代數的交叉積。諾特在哥廷根至少教了五個學期的課程：
- 1924至1925年冬：群論與超複數（Gruppentheorie und hyperkomplexe Zahlen）
- 1927至1928年冬：超複數與表示論（Hyperkomplexe Grössen und Darstellungstheorie）
- 1928年夏：非交換代數（Nichtkommutative Algebra）
- 1929年夏：非交換算術（Nichtkommutative Arithmetik）
- 1929年至1930年冬：超複數代數（Algebra der hyperkomplexen Grössen）

這些課程往往促成了相關課題上的大步發展。
諾特語速很快，反映了她思想的敏捷。她嚴格要求學生專心聽課，讓一些不喜歡以自發討論為主的教學風格的學生覺得難以參與。不過，有的學生卻特別喜歡諾特在數學上的熱情，因為她的課堂內容往往建立在先前和學生的合作成果之上。
她聚集了一組志同道合的同事和學生，想法不同者則拒之門外。在諾特的課堂上，這些「門外漢」往往只待得下半個小時，就茫然離去。有學生回憶道：「敵人終被擊垮，他被清除掉了。」
在數學研究和教學上，諾特樂此不疲。有一次，教學大樓在公共假期期間鎖上了大門，諾特便在大樓前的階梯上集合學生，一行人等穿過森林，到一家咖啡屋繼續上課。就算在被第三帝國解僱之後，她還會把學生邀請到她家裡來，探討未來的學術研究方向。

### 莫斯科

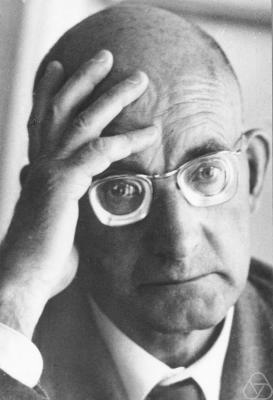
諾特的好友數學家帕维尔·亚历山德罗夫

1928至1929年冬，諾特應邀到莫斯科國立大學繼續和帕维尔·亚历山德罗夫工作。除了研究以外，她還開辦了抽象代數和代數幾何的課程。拓撲學家列夫·龐特里亞金和尼古拉·切博塔廖夫與她一起研究後，大力表揚她在伽羅瓦理論上的貢獻。

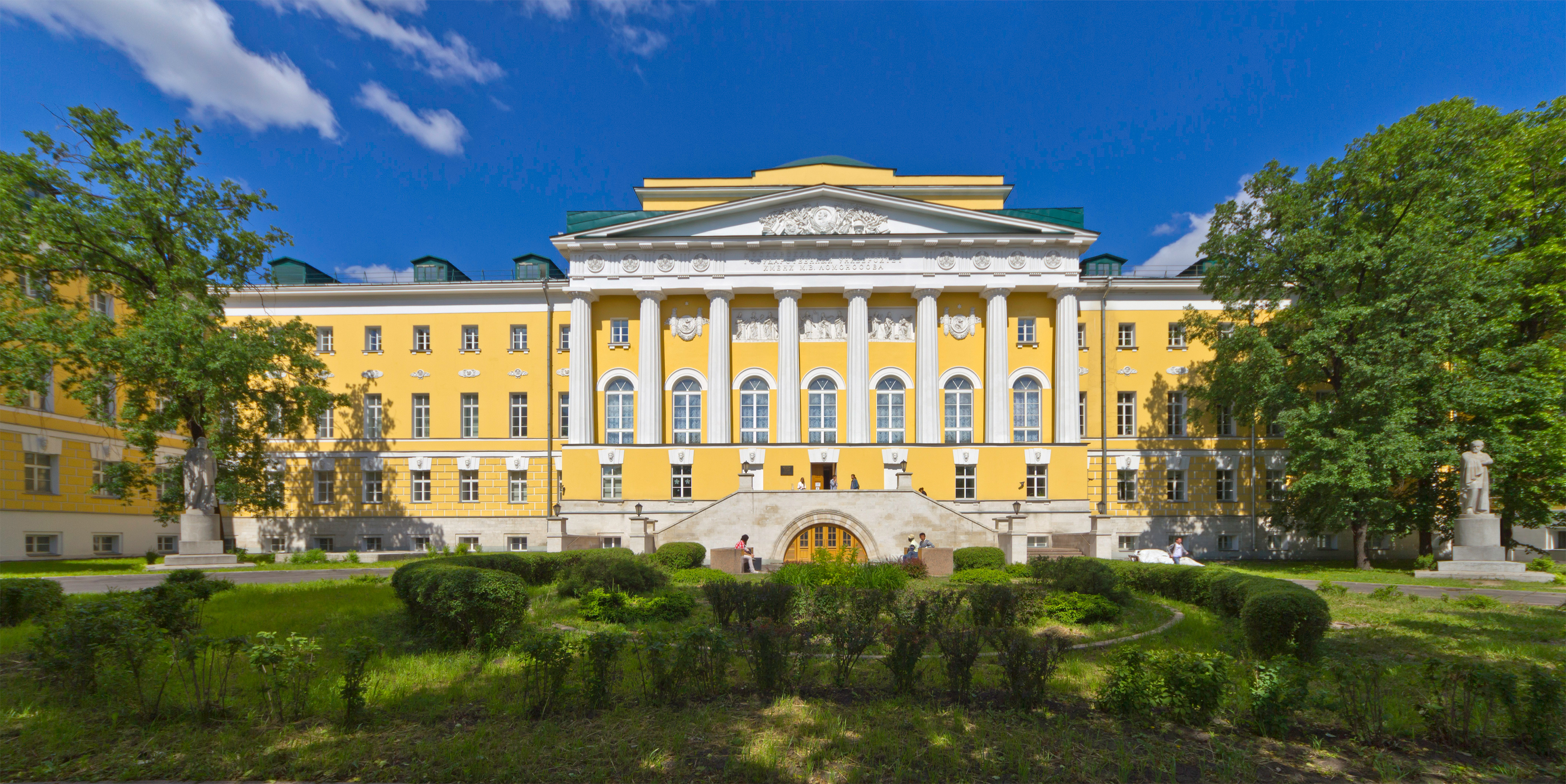
1928至1929年冬，諾特在莫斯科國立大學進行研究和教學工作

諾特雖不投身政治，但會關注政治時事。據亞歷山德羅夫所述，她對1917年俄國革命十分支持，認為蘇聯在科學和數學領域的大步發展證明布爾什維克計劃造就了不少新的機會。她因這一觀點而在德國遇到了諸多困難，有學生對要和「一個有馬克思主義傾向的猶太女人」同住提出投訴，最終使諾特被逐出她所住的歐式度假屋。
在亞歷山德羅夫的支持下，諾特計劃回到莫斯科。諾特在1933年離開德國之後，亞歷山德羅夫試圖向教育人民委員部爭取在莫斯科國立大學給她一個職位。雖然沒有成功，但兩人依然多年維持密集通訊，她也在1935年做了再回莫斯科的安排。同時，她的弟弟弗里茨·諾特也在德國失去了教職，之後移居到俄羅斯托木斯克，在當地的數學與力學研究所繼續做研究，但最終不幸在大清洗期間被處決而死。

## 認可
1932年，諾特和埃米爾·阿廷因在數學上貢獻巨大而共同獲得阿克曼-托伊布納紀念獎，獎金為500馬克。雖然她的工作得到了遲來的認可，但她還是沒有被選為格丁根科學院院士，也從來沒有拿到「普通教授」的頭銜（比她所持的「特別教授」更高一等），這讓同事們感到沮喪和不滿。

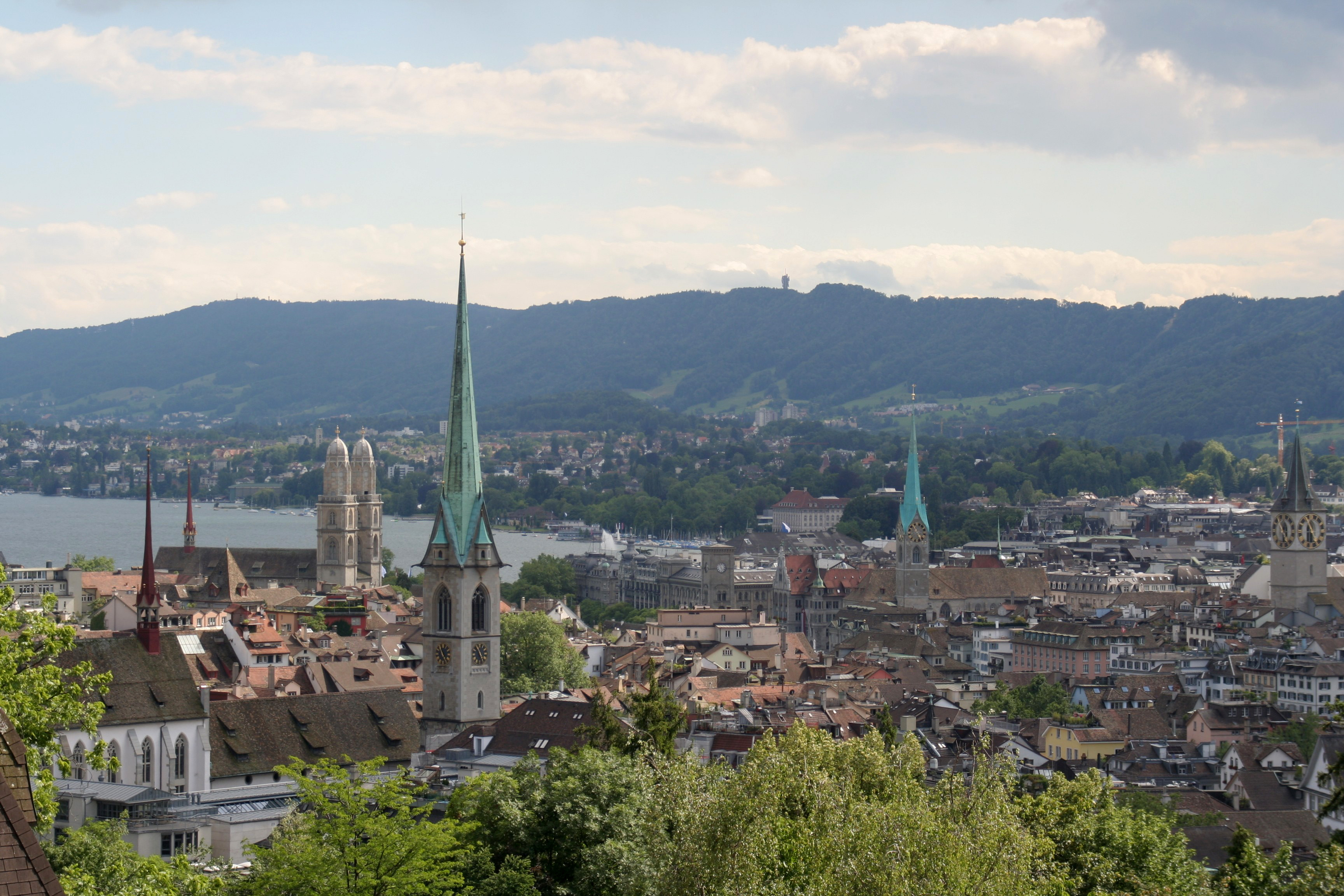
1932年，諾特在瑞士蘇黎世召開的國際數學家大會全體會議上致辭

正值諾特五十歲生日，數學家赫爾穆特·哈斯在《數學年刊》上發表了一篇致諾特的論文，證明了非交換互反律，從而證實了諾特的一項猜想——非交換代數的有一些方面比交換代數更為簡單。諾特受到了極大的鼓舞。他還向她提出了一道名為「mμν音節之謎」的數學謎語。她馬上就解答了謎語，但這條謎語現已失傳。
同年11月，諾特在瑞士蘇黎世召開的國際數學家大會全體會議上致辭，標題名為「超複數系統及其與交換代數和數論之間的關係」。共有八百人左右與會，其中包括諾特的同事們：赫爾曼·外爾、愛德蒙·蘭道、沃爾夫岡·克魯爾等等。正式記錄參會的有420人，致辭的則有21人。大會邀請諾特致辭，是為了肯定她在數學上的重要貢獻。1932年的這場會議，可謂是諾特職業生涯之頂峰。

## 离开哥廷根
好景不長，阿道夫·希特勒於1933年1月成為德國總理，納粹黨在全國突發猛進。在曾經是諾特門下學生的維爾納·韋伯的幫助下，哥廷根大學的德國學生協會向校內「反德國精神」勢力發起攻勢，激烈的反猶情緒對猶太裔教授咄咄逼人。有參與示威的年輕人呼喊道：「雅利安學生們想要的是雅利安數學，而不是猶太數學。」
希特勒政府上任不久，便通過了《公務員恢復法》，將猶太人和政治可疑分子一律踢出公務員的行列，其中也包括大學教授，除非他們在一戰期間上過戰場，已經「證明自己對德國忠誠」。1933年4月，諾特收到了來自普魯士科學、藝術及公共教育部的一份通知：「根據1933年4月7日公務員守則第三段，本部正式撤銷您在哥廷根大學任教的資格。」諾特的同事，馬克斯·玻恩和理查·科朗特等，也遭遇了相同的對待。
諾特得知此訊後泰然自若，反而幫助他人渡過難關。赫爾曼·外爾之後寫道：「埃米·諾特的勇敢、直率、對自己命運的坦然以及懷柔的精神，在茫茫一片仇恨、刻薄、無助和悲苦之中，是道德上的一大慰藉。」在這段時間內，諾特仍然在數學上專心致志，用自己的家作為會面的場所，和學生討論類體論。當一名學生穿著納粹衝鋒隊制服進門的時候，她也無動於衷，甚至之後還以此說笑。不過，這是在1938年血腥的水晶之夜發生、約瑟夫·戈培爾對衝鋒隊大力讚揚之前。

## 在美國避難

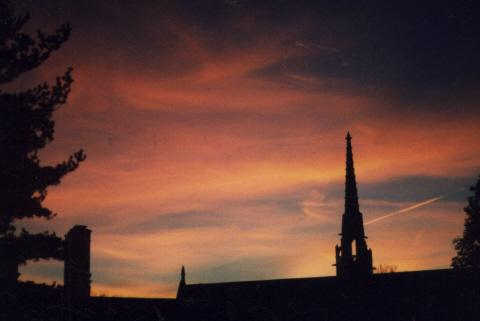
諾特在布林莫爾學院度過了生命的最後兩年

在納粹德國的迫害下，一批德國教授開始在外國尋找職位。阿爾伯特·愛因斯坦和赫爾曼·外爾受美國普林斯頓高等研究院聘請，其餘的也須要尋找贊助人才能移民。諾特收到了兩所學府邀請：美國的布林莫爾學院和英國牛津大學薩默維爾學院。最後，她和洛克菲勒基金會達成協議，拿到了研究經費，並在1933年末開始在布林莫爾學院工作。
諾特在布林莫爾結識了同為哥廷根大學校友的安娜·惠勒。學院的院長瑪麗昂·愛德華茲·帕克也對諾特十分關照，她邀請數學家都來「看看諾特博士工作時的風采！」諾特帶領一小組學生，很快便讀遍了范德瓦爾登1930年所著的《現代代數》第一卷和埃里希·赫克所著的《代數數論》（德語：Theorie der algebraischen Zahlen）。
1934年，諾特應亞伯拉罕·弗萊克斯納和奧斯瓦爾德·維布倫的邀請到普林斯頓高等研究院任教，並在那裡與亞伯拉罕·艾伯特和哈里·范迪弗一起工作。不過，她對普林斯頓大學的評價是：「這是所男人的大學，一切女性的東西都不予允許。」
在美國期間，諾特有同事們的支持，能全心浸潤在數學研究之中。1934年夏，她短暫地回到德國探望埃米爾·阿廷，又趁弟弟弗里茨·諾特移居俄羅斯托木斯克之前和他見面。她的許多同事在那時已被大學拒之門外，但她仍然能以「外國學者」的身份進入大學圖書館。

## 逝世

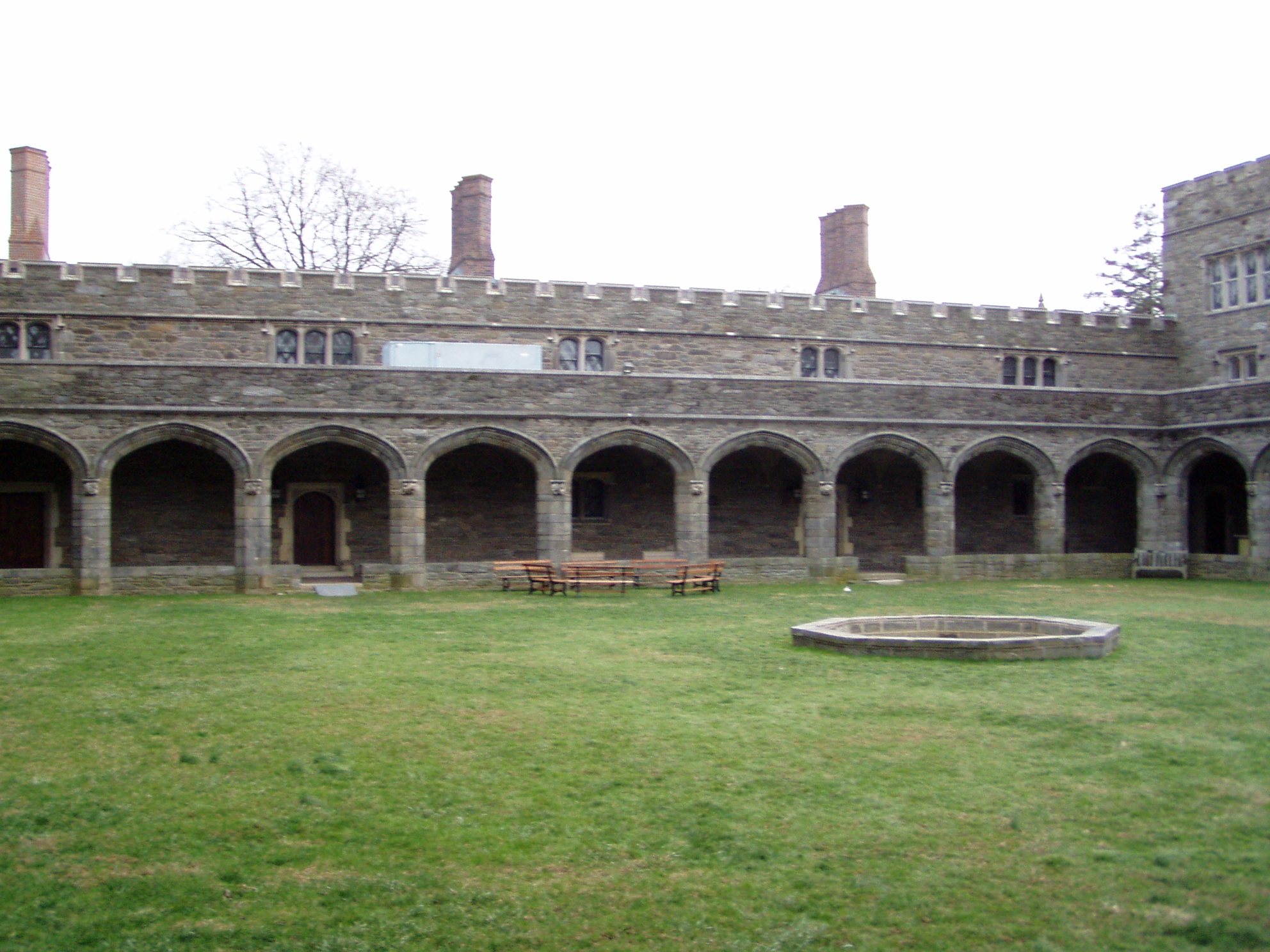
諾特的骨灰被撒在布林莫爾學院老圖書館的庭院迴廊底下

1935年4月，諾特確診在盆骨內患有腫瘤。為避免併發症，她在手術之前須臥床休養兩天。手術期間，醫生還發現了一個「大小有如一個大哈密瓜」的卵巢囊腫。另外，子宮內另有兩個小腫瘤為良性而未摘除，以避免手術時間過長。她手術後三天內正常療養，第四天發生循環衰竭後亦迅速恢復。4月14日，她陷入昏迷，體溫升至109 °F（42.8 °C），不治身亡。其中一名醫生寫道：「諾特博士的身體到底發生了甚麼，並不好說。有可能是某種不尋常的病毒感染，破壞了控制體溫的腦幹部位。」
諾特去世後幾天，她的友人和同事們為她在布林莫爾學院帕克校長的大宅舉辦了一場小型追悼會。赫爾曼·外爾和理查德·布饒爾也從普林斯頓遠道而來，與惠勒和陶斯基一同緬懷這位同事。在接下來的幾個月內，世界各地的學者都紛紛發表紀念諾特的文章，有愛因斯坦、范德瓦爾登、外爾和亞歷山德羅夫等等。遺體火化後，諾特的骨灰被撒在布林莫爾學院老圖書館的庭院迴廊底下。

## 數學和物理學上的貢獻
諾特在抽象代數和拓撲學上功不可沒，諾特定理則是理論物理學和動態系統中不可或缺的概念。她擅長抽象思維，往往能以新穎的角度思考數學問題。好友和同事赫爾曼·外爾將她的學術生涯總結為三個時期。
埃米·諾特的科學功績可清晰分為三個時期：
(1) 從師研究時期，1907至1919年
(2) 和理想理論有關的研究，1920至1926年

(3) 非交換代數、這些代數的線性變換表示以及在交換數域及其算術上的應用——外爾 1935
在第一時期內（1907至1919年），諾特在保羅·哥爾丹的指導下，開始研究微分和代數不變量。她在大衛·希爾伯特和恩斯特·菲捨爾的影響下，研究課題愈來愈廣，也愈來愈抽象。1915年到哥廷根之後，她證明了兩項對物理學意義重大的定理，合稱諾特定理。在第二時期內（1920至1926年），她致力於發展環論。在第三時期內（1927至1935），她的研究主要在非交換代數、線性變換和交換數域。外爾和范德瓦爾登在諾特的訃告中寫道，她在第一時期的成果固然豐盛，但真正使她名留青史的，是後兩個時期。
諾特在研究時不但巧用前人所發明的方法，還自己創造出全新的數學概念和理論系統。她在理查德·戴德金打下的基礎上，發展出環的理想理論。她所發明的升鏈條件是一個簡單但極其有用的理論工具。諾特利用理想理論和升鏈條件，將過去的數學成果大大推廣，又從新的角度看待老的數學問題，例如她父親曾研究過的消除論和代數簇等課題。

### 歷史背景
代數學在1832至1935年一百多年間經歷了翻天覆地的變化。在此之前，數學家會為不同的代數問題發展出相應的實用求解方法，如三次、四次和五次方程式，還有用尺規作圖畫出正多邊形的問題。卡爾·弗里德里希·高斯在1832年證明包括5在內的一些質數可以分解為高斯整数，埃瓦里斯特·伽羅瓦在同年提出置換群的概念（但論文要在他死後的1846年才由約瑟夫·萊歐維爾發表），威廉·哈密頓在1843年發現四元數，阿瑟·凱萊在1854年寫下群的現代定義，數學研究的對象逐漸轉移至更抽象、更廣義的系統。這一領域稱為抽象代數，是諾特成果最豐盛的領域。

### 抽象代數及概念數學的概述
群和環是抽象代數中最基本的兩個概念。
群由一個含若干元素的集合和一個運算所組成。運算結合集合中的兩個元素，給出集合中又一個元素，且必須符合以下規則：閉合性，即取集合中的任意兩個元素，運算所得的元素也必須屬於同一個集合；結合律；必須有一個單位元，即任何其他元素和這個元素結合後，運算所得結果還是原來的元素不變；最後，每一個元素必須有對應的反元素。舉例來說，以整數為集合，加法為運算（兩個整數相加之後，得出的還是一個整數），0就是單位元（任何整數和0相加後，會維持不變），每個正數都有對應的負數為其反元素，這就是加法群。
環也由一個集合組成，但有兩個運算。第一個運算必須符合以上群運算的規則，另加交換律，即運算不在乎所取的兩個元素之先後次序。第二個運算則必須遵守閉合性、結合律和相對於第一個運算的分配律，但不要求符合交換律。第一個運算往往被廣義地稱為「加法」，第二個運算則被稱為「乘法」，加法的單位元被稱為「零」。如果環的每一個非零元素都有乘法逆（即每個元素a都有一個對應的元素x，使得a x = x a = 1），則稱之為除環。如果除環的乘法符合交換律，則（有的數學家）稱之為。拿以上的整數加法群為例，如果再加上普通的乘法，就形成整數環。大部分整數的乘法逆（倒數）並不是整數，所以整數環不是一個除環，從而也不是一個體（儘管整數的乘法符合交換律）。乘法不符合交換律的環有：矩陣環和四元數等等。
群表示論是研究群的性質的常用方法。籠統地說，對於一個給定的群，先選擇一個集合，然後指定群的元素如何作用於這個集合。換言之，群的每個元素都被視為一個函數，對於集合中的每個元素都會給出集合中的又一個元素。最常選用的集合是向量空間，群的元素就代表向量空間的對稱。以旋轉群為例，顧名思義，其元素作用在向量空間上時，會使空間做剛體旋轉。儘管空間之中的物體在旋轉下會改變位置，但空間本身卻不會因旋轉而改變，因此剛體旋轉是空間對稱的一種。諾特所研究的、應用於物理學上的不變量，就運用到這種對稱的概念。
模是研究環的性質的常用方法。模是由一個環和一個符合交換律的群（又稱阿貝爾群，一般不同於所選的環）所組成，另須指定環的元素如何作用於群，即環的每個元素都被視為一個函數，對於群中的每個元素都會給出群的又一個元素。模其實是群表示論的推廣：群由環取代，向量空間（或其他集合）則由阿貝爾群所取代。模的用武之處在於，它能夠揭示環的一些性質，而這些性質單從研究這個環本身並不能輕易看得出來。特別須要提到的是由兩個環所組成的模（即模的阿貝爾群也滿足環的定義），第二個環可被視為「第一個環上的模」。如果第一個環是一個體，則所形成的模被稱為上的代數。（此處「代數」一詞二用，既指大的數學範疇，又指這個範疇以內、定義如上的數學物件。）
「元素」、「運算」等都是非常普遍的概念，無論是在現實世界還是抽象問題裡，都應用廣泛。任何事物的集合，只要有滿足上述條件的一個（兩個）運算，它就是一個群（環），因此也馬上遵守所有有關群（環）的定理。除了上文所述的整數（連同加法和乘法）以外，環的元素還可以是電腦意義上、由0和1所組成的字，第一個運算是異或，第二個運算是與。抽象代數裡的定理之所以強大，正是因為它的表述極其普遍，可以描述許多表面上似乎截然不同的系統。大部分數學家會以已知的例子為基礎做推廣，但諾特卻直接從抽象概念開始。她的學生范德瓦爾登在她的訃告中回憶道：
埃米·諾特工作中貫徹始終的指導理念可以這樣表達：「數字、函數與運算之間的任何關係，只有在脫離具體對象，表述為普遍有效的概念之後，才會變得明瞭、普遍通用、彰顯最大用途。」 
這就是所謂的「概念數學」，是諾特獨特的思想風格。不少數學家也採納了這種思考方式，特別是在抽象代數範疇的研究。
上文提到的整數環還有一些其他交換環不具備的性質。最重要的莫過於算術基本定理，即每個正整數都有唯一的質數分解。相反，其他環不一定有唯一的質數分解。諾特找到了具有唯一準素分解的一類環，今天稱為拉斯克-諾特定理。諾特研究的主要思路，是辨別哪些性質為所有環所通有，或是找出環要具有某些特定性質所需的最低條件。

### 第一時期（1908至1919年）

#### 代數不變量理論

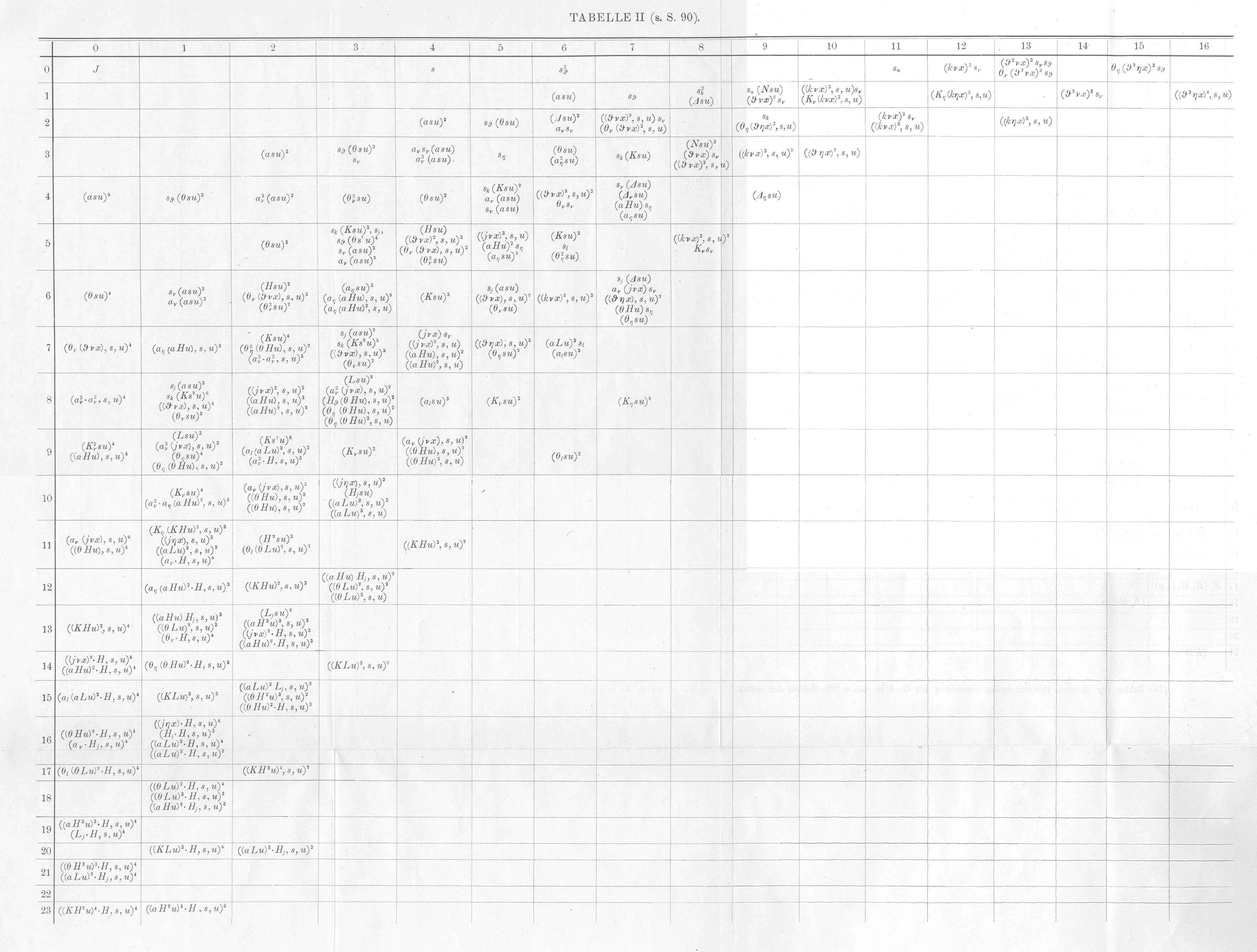
諾特博士論文中的表2。表格列出共331個三元雙二次型不變量中的202個，依x和u兩個變量的級排列。x的級隨表格向右而增加，u的級則隨表格向下而增加。

諾特學術生涯的第一時期主要與不變量理論有關，特別是代數不變量理論。不變量理論的目的是尋找在群的作用下不變的表達式。例如，一根棒子在旋轉時，其兩個端點的座標(x1, y1, z1)和(x2, y2, z2)會改變，但其長度L2 = Δx2 + Δy2 + Δz2則會維持不變。不變量理論以費利克斯·克萊因的埃爾朗根綱領為始，是十九世紀下半葉活躍的研究領域。埃爾朗根綱領的目的，是利用變換下的不變量來為不同的幾何對象進行分類，如射影幾何中的交比。
不變量的另一個例子，是二元二次型x·A x + y·B x + y·C y的判別式B2 − 4 A C，其中x和y是向量，「·」是向量之間的點乘。A, B, C均為作用在向量上的線性算符，一般是矩陣。
在行列式滿足a d − b c = 1的線性代換x → a x + b y, y → c x + d y下，判別式維持不變，所以判別式是一個不變量。這樣的線性代換組成特殊線性群SL2。
共有哪一些A, B, C的多項式在SL2作用下不變？這些多項式統稱為二元二次型的不變量。數學家發現，這些不變量都可以寫作判別式的多項式。
進一步推廣，可以問二元r次齊次多項式A0 xr y0 + ... + Ar x0 yr共有哪些不變量，這些不變量都會是係數A0, ..., Ar的多項式。再進一步推廣，還可以問多元齊次多項式有哪些不變量。
不變量理論的主要目的是解答所謂的「有限基問題」：兩個不變量之和、之積也是不變量，很自然地可以問，有沒有可能從有限的若干個不變量，相加、相乘後得出所有的不變量？這有限的若干個不變量被稱為不變量的生成元。例如，上述的二元二次型不變量都可以從判別式生成得出，所以二元二次型不變量具備有限基，其所含生成元只有一個，那就是判別式。
諾特的博士生導師保羅·哥爾丹曾被譽為「不變量理論之王」，他在1870年解決了二元二次多項式不變量的有限基問題。他將所有不變量及其生成子逐一構造出來，但對三元及以上多項式卻束手無策。大衛·希爾伯特在1890年解決了多元齊次多項式的不變量有限基問題。他的方法不但可以用在特殊線性群上，而且還適用於它的一些子群，如特殊正交群。

#### 伽羅瓦理論
伽羅瓦理論的研究對象，是作用在數域上、置換某條方程式的根的變換。考慮一條一元n次多項式，其係數和x的值均取自某個體（稱為基域），如實數、有理數、以7為模的整數等等。如果有數值在代入x時會使多項式求值為零，則這個數值被稱為多項式的根。舉例來說，以實數為基域的多項式x2 + 1並沒有任何根，因為任何實數x都會使多項式的值大於或等於一。不過，將基域擴張至更大的數域，多項式就可能會有根。如果擴張域足夠大，多項式就必定會有根，而且根的數目和多項式的次數相等，這個擴張域就被稱作此多項式的分裂域。若以上多項式的體從實數擴張至複數，則存在兩個根：+i和−i，其中i是虛數單位，定義為i 2 = −1 。
考慮一個多項式及其分裂域。作用於分裂域上並保持基域和多項式的根的所有變換（在數學中稱為自同構），被稱為該多項式的伽羅瓦群。多項式x2 + 1的伽羅瓦群共含兩個元素：恆等變換使每個複數維持不變，共軛變換則將+i替換為−i。由於伽羅瓦群並不改變基域的元素，所以多項式的係數均維持不變，從而根所組成的集也維持不變。不過，集當中的每個根有可能會被轉換至另一個根，因此伽羅瓦群中的每一個轉換都定義了作用於根集上的一個置換。伽羅瓦群的重要性來自於伽羅瓦理論基本定理：位於基域和分裂域之間的體，與伽羅瓦群的子群有著一對一的關係。
1918年，諾特發表了一篇有關反伽羅瓦問題的論文。伽羅瓦理論所提出的問題是，給定基域及其擴張域，找出其伽羅瓦群；諾特所提出的問題則相反：給定基域和一個群，是否有可能找出一個擴張域，使這個群成為它的伽羅瓦群？她把這道問題簡化為所謂的諾特問題：設k是一個，x1, ... , xn是k以外的元素，k(x1, ... , xn)是k上由x1, ... , xn生成的域擴張，使n次對稱群Sn作用於k(x1, ... , xn)，G是Sn的子群；問，由G固定的元素所組成的體是否必定是k的純超越域擴張？她證明，這一敘述在n = 2, 3, 4時成立。1969年，理查德·斯旺找到了諾特問題的反例，其中n = 47，G則是47階循環群。數學家至今還沒有對反伽羅瓦問題作出完整的解答。

#### 物理學
大衛·希爾伯特和費利克斯·克萊因在1915年邀請諾特到哥廷根大學，以她在不變量理論上的專長協助他們理解廣義相對論。廣義相對論由阿爾伯特·愛因斯坦發明，是一個將時空視為幾何對象的萬有引力理論。希爾伯特發現，由於質能等價，引力能本身也會像質量一樣產生引力，因此能量守恆定律在廣義相對論中並不成立。諾特在解答這個問題的過程中，證明了諾特第一定理，今天成為理論物理學中必不可少的工具。她在1915年證明這條定理，但要等到1918年才發表。她不但解決了廣義相對論裡的守恆定律問題，而且還證明，任何動態系統只要具備某種連續對稱，就必定有一個對應的守恆量。愛因斯坦在得知她的定理之後，向希爾伯特寫道：
昨天我收到了諾特小姐一篇有關不變量的非常有趣的論文。這種問題原來可以有如此普遍的表述，我覺得非常厲害。哥廷根那些故步自封的人要向諾特小姐學習學習呀！她很在行啊。
舉例來說，若一個物理系統有旋轉對稱，即無論系統面向何方，其性質仍然一樣，則根據諾特定理，這個系統一定遵守角動量守恆定律。物理系統本身並不須要對稱，例如，太空中的一顆小行星儘管形狀不規則，但它的角動量依然是守恆的。此處所指的，是描述該系統的「物理定律」上的對稱。再舉一例，如果無論在甚麼地方、甚麼時間進行實驗，實驗的結果都相同，亦即物理定律具有空間和時間上的平移對稱，那就意味著這個系統的動量和能量守恆。
諾特定理是現代理論物理學中最重要的工具之一，它除了解釋了對稱和守恆定律之間的密切關係，同時也是一個實用的計算工具。科學家可以用它作為物理理論的篩選條件。假如科學家發現了一種全新的物理現象，且有某個可能予以解釋的理論，該理論所具有的每一個連續對稱都一定有相應的守恆量，將來的實驗也必須與這些守恆定律相符，否則理論就必定是錯誤的。

### 第二時期（1920至1926年）

#### 升鏈與降鏈條件
諾特在這段時期以靈巧運用升鏈（德語：Teilerkettensatz）和降鏈條件（德語：Vielfachenkettensatz）而著稱。一個由某個集S的非空子集所組成的序列A1, A2, A3, ...被稱為「升鏈」，當每個集是下一個集的子集：
{\displaystyle A_{1}\subset A_{2}\subset A_{3}\subset \cdots .}
相反，序列被稱為「降鏈」，當每個集是前一個集的子集：
{\displaystyle A_{1}\supset A_{2}\supset A_{3}\supset \cdots .}
一個序列「在有限步後不變」，當存在n使得對於所有m ≥ n，有An = Am。若序列是升鏈（降鏈），且在有限步後不變，則序列滿足升鏈條件（降鏈條件）。
升鏈和降鏈條件是非常普遍的概念，適用於林林總總的數學物件，往往用於證明過程中的關鍵步驟。可用這些條件解答的問題包括：某個群（或其他數學物件）的子群（或子對象）之集是否必定有一個最大或最小元素？某個複雜的數學物件是否可以從少量的一組元素生成出來？
抽象代數中滿足升鏈條件的對象都會冠以「諾特」之名。諾特環是每條左（以及右）理想升鏈都滿足升鏈條件的環，諾特群是每條子群升鏈都滿足升鏈條件的群，諾特模是每條子模升鏈都滿足升鏈條件的模，諾特拓撲空間是每條開子集升鏈都滿足升鏈條件的拓撲空間，如此類推。最後一項定義意味著環的譜是一個諾特拓撲空間。
若某個對象滿足升鏈（降鏈）條件，則其子對象同樣也滿足升鏈（降鏈）條件。例如，諾特拓撲空間的所有子空間也是諾特拓撲空間，諾特群的所有子群和商群也是諾特群，諾特模的子模和商模也是諾特模。諾特環的所有商環也是諾特環，但其子環卻不一定是諾特環。諾特對象之間的某些組合和擴張也會是諾特對象。例如，諾特環之間的有限直和也是諾特環，諾特環上的形式冪級數也是諾特環。
升鏈條件還可以應用於諾特歸納法（又稱良基歸納法），這種方法是數學歸納法的推廣。諾特歸納法可以將描述一組元素的普遍陳述轉變成描述單個元素的陳述。具體地說，設S是偏序集合，並假設S的每個非空子集都有極小元素。要證明某句有關S的陳述，可以用反證法證明陳述的反例不可能存在。根據假設，包含這句陳述的所有反例的集也一定有極小元素。只要能證明「對於每個反例，都有一個更小的反例元素」這句更為簡單的陳述，就能得出矛盾，因為不可能再有比極小反例元素更小的反例。從而，原先有關整個集S的陳述必須成立。

#### 交換環、理想與模
諾特在1921年發表《環的理想理論》，（德語：Idealtheorie in Ringbereichen）首次寫下了交換環的定義，為交換環論打下了基礎。此前，在交換代數上的研究主要針對個別的交換環，如體上的多項式環和代數整數環等。諾特證明，若環的理想滿足升鏈條件，則它的每個理想都是有限生成的。法國數學家克勞德·謝瓦萊於1943年提出「諾特環」這個名詞，特指具備這種特性的環。她在這篇論文中將拉斯克先前所證明有關多項式環理想的準素分解定理推廣至所有諾特環，今天稱之為拉斯克-諾特定理。這一定理可以視為算術基本定理的推廣，後者說明，每個正整數都可以寫作質數之積，而且這種質數分解是唯一的。
諾特在1927年發表《代數數域及函數體理想理論的抽象結構》（德語：Abstrakter Aufbau der Idealtheorie in algebraischen Zahl- und Funktionenkörpern），證明環的理想都有唯一的質理想分解，當且僅當這個環是戴德金整環，亦即零或一維、整閉合的諾特整環。論文還描述了基本自然同構，並證明了一些有關諾特模和阿廷模的定理，今天統稱為同構基本定理。

#### 消除論
1923至1924年間，諾特將她所發明的理想理論應用到消除論上，她把所用到的消除論表述方法歸功於她的學生庫爾特·亨策爾特（Kurt Hentzelt）。諾特證明，有關多項式因式分解的基本理論，都可以直接搬移到消除論上。傳統消除論所研究的，是如何消除多項式方程組中的一個或多個變量，通常會利用結式。
具體地說，假如方程組可寫成M v = 0，其中M是一個不含x的矩陣，v是只含x的非零冪的向量，0則是零向量。這意味著，M的行列式為零，det(M) = 0。這是一條新的方程式，且原先的變量x已被消除。

#### 有限群的不變量理論
希爾伯特最早用於解決有限基問題的非建構性方法，並不能用於計算群作用的不變量，也不能適用於所有的群作用。諾特在1915年發表論文，解答了作用在零特徵體上的有限維向量空間的有限群G的有限基問題。她發現，不變量環是由次數小於或等於G的階的齊次不變量所生成，這被稱為「諾特界」。論文一共給出了諾特界的兩個證明，兩者在體的特徵和|G|!（G的階的階乘）互質時仍然適用。若體的特徵整除|G|，則生成元的階不須要滿足諾特界。然而諾特未能證明，體的特徵整除|G|!但不整除|G|時，生成元的階須不須要滿足諾特界。這道命題的真偽多年未解，稱為「諾特間隙」。彼得·弗萊施曼（Peter Fleischmann）和約翰·福格蒂（John Fogarty）各自分別在2000年和2001年證明，諾特界在上述情況下依然成立。
1926年，諾特將希爾伯特基定理推廣至任何體上的有限群表示，解決了體的特徵整除群的階這一情形。在同一篇論文中，諾特還證明了諾特正規化引理。引理說明，體k上的有限生成整環A都有一個代數獨立集{x1, ... , xn}，使得A在k[x1, ... , xn]上具備整性。

#### 拓撲學

從杯子到甜甜圈（環面）來回連續形變（同倫)

帕维尔·亚历山德罗夫和赫爾曼·外爾在諾特的訃告中寫道，諾特在拓撲學的貢獻充分體現，她慷慨大方地分享自己的學術思想，從而完全改造了一些數學領域。拓撲學所研究的是物體在形變以後保持不變的一些特性，例如連通性和虧格等，而不在乎物體的具體凹凸幾何。如右圖動畫所示，杯子和甜甜圈各有一個「洞」，可以互相來回連續形變，因此對於一個拓撲學家來說，兩者是完全相同的對象。
數學界從組合拓撲學轉向代數拓撲學，諾特功不可沒。她所提出的同調群在這段發展歷史中尤其重要。據亞歷山德羅夫所述，諾特在1926年夏和1927年夏參加了海因茨·霍普夫和他自己的講課，期間「她不斷提出深層而微妙的見解」。他又說：
在接觸到組合拓撲學的系統性建構後，她馬上注意到，應直接研究由代數複形或某個多面體的圈所組成的群，以及圈群中由與零同調的元素所組成的子群。她不用貝蒂數的普通定義，而是馬上提出以圈群和與零同調的圈之群的商群來定義貝蒂數。這一見解在今天是不言而喻的，但在當年（1925至1928年）卻是煥然一新的觀點。
諾特所提出通過代數方法來研究拓撲學的建議，很快便受霍普夫和亞歷山德羅夫等數學家採納，並成為哥廷根數學界的熱門話題。諾特觀察到，貝蒂數的新定義使得歐拉-龐加萊公式更容易理解。霍普夫自己在這方面的研究成果也帶著諾特的印記。在1926年的一篇論文當中，諾特寫到群論的實際應用，只是草草帶過這一使拓撲學改頭換面的見解。

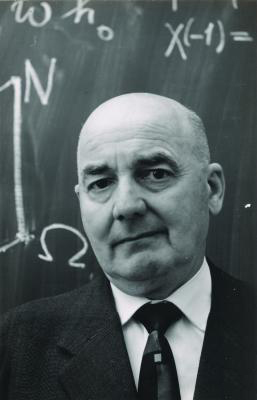
赫爾穆特·哈斯在和諾特等人的合作過程當中建立了中心單代數

### 第三時期（1927至1935年）

#### 超複數與表示論
超複數和表示論在十九世紀至二十世紀初一直是兩個互不相干的領域。諾特將兩者合二為一，構建了廣義的群和代數表示論。
簡單地說，諾特將結合代數理論與群表示論歸納到模論和諾特環理想理論之中，使現代代數學發生了巨大的躍進。

#### 非交換代數
諾特與埃米爾·阿廷、理查德·布饒爾和赫爾穆特·哈斯一同建立了中心單代數理論。
諾特、哈塞和布饒爾在一篇合著論文中證明了兩條有關可除代數的重要定理。局部全局定理說明，若數域上的有限維中心可除代數處處局部分裂，則它全局分裂（即平凡）。從這條定理可推出所謂的「主定理」：
代數數域F上的有限維中心可除代數都會在循環分圓擴張上分裂。
這兩條定理讓數學家可以對所有給定數域上的有限維可除代數進行完全分類。諾特之後又發表了一篇論文，說明作為一條更廣義的定理的特例，可除代數的極大子域都是分裂域。論文還證明了斯科倫-諾特定理：從某個體k的擴張，到k上的有限維中心單代數的任何兩個嵌入，互相有共軛關係。1927年發表的布饒爾-諾特定理描述了體上的中心可除代數的分裂域。

## 名譽

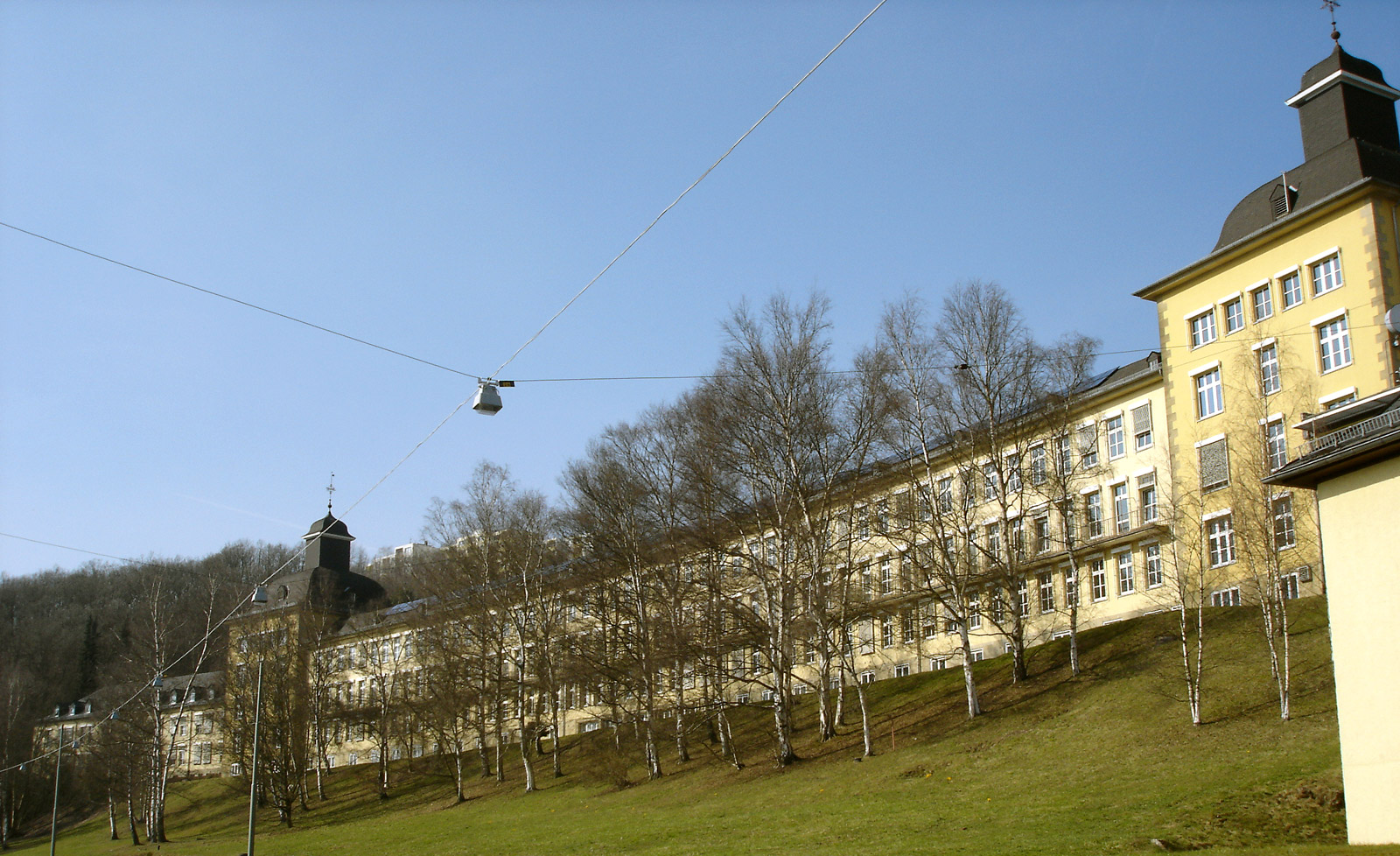
德國錫根大學的埃米·諾特校區，數學系和物理系所在地

諾特是二十世紀最偉大的數學家之一，她的研究成果至今仍引導著數學和理論物理學的發展。代數學家巴特爾·倫德特·范德瓦爾登在諾特訃告寫道，其數學獨創性「簡直無可比擬」。數學物理學先驅赫爾曼·外爾認為，「她的研究徹底改變了抽象代數領域面目」。無論在生前還是今天，諾特都往往被譽為歷史上最偉大的女數學家。
阿爾伯特·愛因斯坦在1935年向《紐約時報》致信道：
若要評議當今世上最傑出的數學家，諾特小姐無異是自女性高等教育開始以來最非凡的數學創造天才。最有天賦的數學家已在代數領域埋頭苦幹了數百年，她在這方面所發現的各種方法對今天年青一代數學家有著巨大的意義。
諾伯特·維納在諾特去世後數月寫道：
諾特小姐是歷史上最偉大女數學家，也是當今世上最偉大的女科學家，其學術層次相對瑪莉·居禮有過之而無不及。
在1964年世界博覽會上有關現代數學家的展覽裡，諾特是唯一一名受到表彰的女數學家。
為紀念諾特而以她為名的事物包括：
- 女數學家協會（英语：Association for Women in Mathematics）每年舉辦諾特講堂，肯定女數學家所做出的貢獻。2005年諾特講堂小冊子寫道：「諾特是當時偉大的數學家。她為了自己所熱愛和相信的東西艱苦奮鬥，其一生事業鼓舞人心。[132]
- 德國錫根大學的數學系和物理系都位於埃米·諾特校區。[133]
- 德國科學基金會設立的埃米·諾特計劃為尤其突出的初級科研人員提供經費。候選人在領導研究團隊六年之後，就可得教授職位。[134]
- 諾特的家鄉埃爾朗根有一條以她和她父親命名的街道。
- 諾特曾就讀的中學改名為埃米·諾特學校。[129]
- 德克薩斯理工大學自2001年每年5月舉辦一場針對女高中生的數學研討會和比賽，名為埃米·諾特高中數學日。活動最早由哥廷根大學的一名女教授所設立。[135]
- 圓周理論物理研究所每年向出色的女物理學家頒發埃米·諾特客座研究員獎學金。[136]研究所還設有埃米·諾特由志願者組成的評議會，[137]成員來自國際社會、商界和慈善界，其宗旨是在研究所增加參與物理和數學物理的女性的比例。
- 以色列拉馬干巴爾-伊蘭大學的數學與電腦科學系設有埃米·諾特代數、幾何與函數理論數學研究所。研究所於1992年由巴爾-伊蘭大學、德國政府和彌涅爾瓦基金會（英语：Minerva Foundation）聯手成立，宗旨是促進這些數學領域的發展及與德國的合作。[138]
- 歐洲物理學會在2013年設立埃米·諾特傑出女物理學家獎，[139]獲獎者包括克特利娜·庫爾恰努（英语：Catalina Curceanu）、西比勒·京特（英语：Sibylle Günter）、安妮·呂利耶等等。
- 位於月球背面的諾特環形山。
- 小行星7001諾特星。[140][141]
- 2015年3月23日為紀念諾特誕辰133週年而設計的谷歌塗鴉。[142]

## 學生
| 非線性微分方程解的推論                                         |
| Ramifications of Solutions of Nonlinear Differential Equations |

| 在任意有理域中具有影響的三次和雙二次方程組                                                     |
| Complete Set of Cubic and Biquadratic Equations with Affect in an Arbitrary Rationality Domain |

| 使用晚期 Kurt Hentzelt 定理的多項式理想環論的有限步數問題                                                                  |
| The Question of the Finite Number of Steps in the Theory of Ideals of Polynomials using Theorems of the Late Kurt Hentzelt |

| 各環理想之間的關係                                |
| Relationships between the Ideals of Various Rings |

| 論廣義群概念                           |
| On a Generalized Conceptions of Groups |

| 論初級環論                     |
| On the Theory of Primary Rings |

| 用二次形式對任何自然數的可表示性理想理論解釋                                                           |
| Ideal-theoretic Interpretation of the Representability of Arbitrary Natural Numbers by Quadratic Forms |

| 關於完全可約環和子環                       |
| On Completely Reducible Rings and Subrings |

| 論代數函數的算術理論                            |
| On the Arithmetic Theory of Algebraic Functions |

| 論阿貝爾群的自同構環理論及其在非交換群中的類似物                                                 |
| On the Theory of Automorphism-Rings of Abelian Groups and Their Analogs in Noncommutative Groups |

| 黎曼-羅赫定理和超複數的zeta函數                                    |
| The Riemann-Roch Theorem and Zeta Function in Hypercomplex Numbers |

| 函數域上的代數                |
| Algebras over Function Fields |

| 論超複數系統算術與代數數域的某關係                                                                         |
| On Certain Relationships between the Arithmetic of Hypercomplex Number Systems and Algebraic Number Fields |

| 簡單系統的非伽羅瓦分裂體                      |
| Non-Galois Splitting Fields of Simple Systems |

| p進理論在非交換代數的應用                                    |
| Applications of the p-adic Theory in Noncommutative Algebras |

## 備註
1. ↑  她所發表的文章均署名埃米·諾特。埃米是稱呼名，是兩個正式名的其中一個，用於日常稱呼所用。見：physikerinnen.de/noetherlebenslauf.html （页面存档备份，存于）。有些文獻誤認為Emmy是Amalie的小名，或錯寫為Emily，如Smolin, Lee, , Edge,   [2012-03-06], （原始内容存档于2012-07-30）, Emily Noether, a great German mathematician
2. ↑  Lederman & Hill 2004，第71頁記載諾特在哥廷根獲得博士學位，但這是錯誤的。
3. ↑  在一般線性群作用下，不存在任何不變量，因為與純量相乘本身就是一個線性變換。因此，不變量理論還有「相對不變量」的概念，也就是除比例因子以外不變的型。
4. ↑  她最早在1913年的一篇論文（Noether 1913）中提到這個問題，並把問題靈感歸功於恩斯特·菲捨爾。

### 埃米·諾特部分所著論文（德語）
- Noether, Emmy,  [On Complete Systems of Invariants for Ternary Biquadratic Forms], Journal für die Reine und Angewandte Mathematik (Germany), 1908, 1908 (134): 23–90 and two tables  [2020-05-29], doi:10.1515/crll.1908.134.23, （原始内容存档于2013-03-08） （德语）
- ———,  [Rational Function Fields], J. Ber. D. DMV (Germany), 1913, 22: 316–19  [2020-05-29], （原始内容存档于2013-03-08） （德语）
- ———,  [The Finiteness Theorem for Invariants of Finite Groups] (PDF), Mathematische Annalen (Germany), 1915, 77: 89–92  [2020-05-29], doi:10.1007/BF01456821, （原始内容存档 (PDF)于2020-08-21） （德语）
- ———,  [Equations with Prescribed Group], Mathematische Annalen, 1918, 78 (1–4): 221–29  [2020-05-29], doi:10.1007/BF01457099, （原始内容存档于2014-09-03） （德语）
- ———. 由Tavel, M.A.翻译.  [Invariant Variation Problems]. Nachr. D. König. Gesellsch. D. Wiss. (Göttingen). 1918b, 918 (3): 235–57. Bibcode:1971TTSP....1..186N. arXiv:physics/0503066 . doi:10.1080/00411457108231446 （德语）.
- ———.  [Invariant Variation Problems]. Nachr. D. König. Gesellsch. D. Wiss. (Göttingen). 1918c, 918: 235–57  [2020-05-29]. （原始内容存档于2008-07-05） （德语）. Original German image with link to Tavel's English translation
- ———,  [The Theory of Ideals in Ring Domains], Mathematische Annalen, 1921, 83 (1): 24–66  [2020-05-29], Bibcode:1921MatAn..83...24N, doi:10.1007/bf01464225, （原始内容 (PDF)存档于2014-09-03） （德语）
- ———,  (PDF), Mathematische Annalen (Germany), 1923, 88 (1–2): 53–79  [2020-05-29], doi:10.1007/BF01448441, （原始内容存档 (PDF)于2020-08-22） （德语）
- ———,  (PDF), Mathematische Annalen (Germany), 1923b, 90 (3–4): 229–61  [2020-05-29], doi:10.1007/BF01455443, （原始内容存档 (PDF)于2020-08-20） （德语）
- ———, , Jahresbericht der Deutschen Mathematiker-Vereinigung (Germany), 1924, 33: 116–20  [2020-05-29], （原始内容存档于2013-03-08） （德语）
- ———,  [Proof of the Finiteness of the Invariants of Finite Linear Groups of Characteristic p], Nachr. Ges. Wiss (Germany), 1926: 28–35  [2020-05-29], （原始内容存档于2013-03-08） （德语）
- ———,  [Derivation of the Theory of Elementary Divisor from Group Theory], Jahresbericht der Deutschen Mathematiker-Vereinigung (Germany), 1926b,, 34 (Abt. 2): 104  [2020-05-29], （原始内容存档于2013-03-08） （德语）
- ———,  [Abstract Structure of the Theory of Ideals in Algebraic Number Fields], Mathematische Annalen, 1927, 96 (1): 26–61  [2020-05-29], doi:10.1007/BF01209152, （原始内容 (PDF)存档于2014-09-03） （德语）
- Brauer, Richard; Noether, Emmy,  [On the Minimum Splitting Fields of Irreducible Representations], Sitz. Ber. D. Preuss. Akad. D. Wiss., 1927: 221–28 （德语）
- Noether, Emmy,  [Hypercomplex Quantities and the Theory of Representations], Mathematische Annalen, 1929, 30: 641–92  [2020-05-29], doi:10.1007/BF01187794, （原始内容存档于2016-03-29） （德语）
- Brauer, Richard; Hasse, Helmut; Noether, Emmy,  [Proof of a Main Theorem in the Theory of Algebras], Journal für die Reine und Angewandte Mathematik (Germany), 1932, 167: 399–404  [2020-05-29], （原始内容存档于2013-03-08） （德语）
- Noether, Emmy,  [Noncommutative Algebras], Mathematische Zeitschrift, 1933, 37: 514–41, doi:10.1007/BF01474591 （德语）
- ———, Jacobson, Nathan , 编,  [Collected papers], Berlin; New York: Springer-Verlag: viii, 777, 1983, ISBN 978-3-540-11504-5, MR 0703862 （德语）

### 其他來源
- Alexandrov, Pavel S. . Brewer, James W; Smith, Martha K.  (编). . New York: Marcel Dekker. 1981: 99–111. ISBN 978-0-8247-1550-2.
- Blue, Meredith.  (PDF). 34th Annual Meeting of the Mathematical Association of America. MAA Florida Section. 2001  [2018-06-09]. （原始内容 (PDF)存档于2008-05-29）.
- Byers, Nina. . Proceedings of a Symposium on the Heritage of Emmy Noether. Israel: Bar-Ilan University. 1996-12. Bibcode:1998physics...7044B. arXiv:physics/9807044 .
- Byers, Nina, , Byers, Nina; Williams, Gary  (编), , Cambridge: Cambridge University Press, 2006, ISBN 978-0-521-82197-1
- Dick, Auguste, , 由Blocher, H.I.翻译, Boston: Birkhäuser, 1981, ISBN 978-3-7643-3019-4
- Fleischmann, Peter, , Advances in Mathematics, 2000, 156 (1): 23–32, MR 1800251, doi:10.1006/aima.2000.1952
- Fogarty, John, , Electronic Research Announcements of the American Mathematical Society, 2001, 7 (2): 5–7  [2008-06-16], MR 1826990, doi:10.1090/S1079-6762-01-00088-9, （原始内容存档于2013-01-12）
- Gilmer, Robert, , Brewer, James W.; Smith, Martha K.  (编), , New York: Marcel Dekker: 131–43, 1981, ISBN 978-0-8247-1550-2
- Gordan, Paul, , Mathematische Annalen, 1870, 2 (2): 227–80  [2020-05-29], doi:10.1007/BF01444021, （原始内容存档于2014-09-03） （德语）
- Haboush, W.J., , Annals of Mathematics, 1975, 102 (1): 67–83, JSTOR 1970974, doi:10.2307/1970974
- Hasse, Helmut, , Mathematische Annalen, 1933, 107: 731–60  [2020-05-29], doi:10.1007/BF01448916, （原始内容存档于2016-03-05） （德语）
- Hilbert, David. . Mathematische Annalen. 1890-12, 36 (4): 473–534  [2020-05-29]. doi:10.1007/BF01208503. （原始内容存档于2014-09-03） （德语）.
- Hilton, Peter. . Mathematics Magazine. 1988, 60 (5): 282–91. JSTOR 2689545. doi:10.1080/0025570X.1988.11977391.
- Hopf, Heinz. . Nachrichten von der Gesellschaft der Wissenschaften zu Göttingen. Mathematisch-Physikalische Klasse. 1928, 2: 127–36  [2020-05-29]. （原始内容存档于2011-09-28） （德语）.
- James, Ioan. . Cambridge: Cambridge University Press. 2002. ISBN 978-0-521-81777-6.
- Kimberling, Clark, , Brewer, James W.; Smith, Martha K.  (编), , New York: Marcel Dekker: 3–61, 1981, ISBN 978-0-8247-1550-2
- Lam, Tsit Yuen, , Brewer, James W.; Smith, Martha K.  (编), , New York: Marcel Dekker: 145–56, 1981, ISBN 978-0-8247-1550-2
- Lederman, Leon M.; Hill, Christopher T., , Amherst, MA: Prometheus Books, 2004, ISBN 978-1-59102-242-8
- Mac Lane, Saunders, , Brewer, James W.; Smith, Martha K.  (编), , New York: Marcel Dekker: 65–78, 1981, ISBN 978-0-8247-1550-2
- Malle, Gunter; Matzat, Bernd Heinrich, , Springer Monographs in Mathematics, Berlin, New York: Springer-Verlag, 1999, ISBN 978-3-540-62890-3, MR 1711577
- Noether, Gottfried E., Grinstein, L.S.; Campbell, P.J. , 编, , New York: Greenwood Press, 1987, ISBN 978-0-313-24849-8
- Noether, Max, , Mathematische Annalen, 1914, 75 (1): 1–41  [2020-05-29], doi:10.1007/BF01564521, （原始内容存档于2014-09-04）
- Phillips, Lee. . Ars Technica. California: Condé Nast. 2015-05  [2020-05-29]. （原始内容存档于2019-04-12）.
- Schmadel, Lutz D.,  5th revised and enlarged, Berlin: Springer-Verlag, 2003, ISBN 978-3-540-00238-3
- Srinivasan, Bhama; Sally, Judith D. . Proceedings of a Symposium Sponsored by the Association for Women in Mathematics in Honor of Emmy Noether's 100th Birthday. Springer Science & Business Media. 2012  [2020-05-29]. ISBN 978-1-4612-5547-5. （原始内容存档于2020-08-01） （英语）.
- Swan, Richard G. . Inventiones Mathematicae. 1969, 7 (2): 148–58. Bibcode:1969InMat...7..148S. doi:10.1007/BF01389798.
- Taussky, Olga. . Brewer, James W.; Smith, Martha K  (编). . New York: Marcel Dekker. 1981: 79–92. ISBN 978-0-8247-1550-2.
- Teicher, M. (编). . Israel Mathematical Conference Proceedings. Bar-Ilan University, American Mathematical Society, Oxford University Press. 1999. ISBN 978-0-19-851045-1. OCLC 223099225.
- Tent, M.B.W., , CRC Press, 2008
- van der Waerden, B.L.,  [obituary of Emmy Noether], Mathematische Annalen, 1935, 111: 469–74  [2020-05-29], doi:10.1007/BF01472233, （原始内容存档于2014-09-03） （德语）. Reprinted in Dick 1981
- ———, , Berlin: Springer-Verlag, 1985, ISBN 978-0-387-13610-3
- Weyl, Hermann, , Scripta Mathematica, 1935, 3 (3): 201–20 Reprinted as an appendix in Dick (1981).
- Weyl, Hermann, , Bulletin of the American Mathematical Society, 1944, 50 (9): 612–54, MR 0011274, doi:10.1090/S0002-9904-1944-08178-0

## 外部連結
- Emmy Noether在數學譜系計畫的資料。
- 女性數學家傳記——埃米·諾特（页面存档备份，存于）
- 約翰·J·奧康納; 埃德蒙·F·羅伯遜, ,  （英语）
- , Germany: Physikerinnen,   [2006-10-20], （原始内容存档于2007-09-29） （德语）. 諾特遞交給埃爾朗根大學的報名信和三份履歷，其中兩份為手寫，其中第一份為埃米·諾特親筆所寫。
- Noether, Emmy,  (doctoral dissertation) unpublished, Erlangen, 1908, （原始内容存档于9 March 2013）. （出版版本）
- Kimberling, Clark, , Evansville,   [2020-05-29], （原始内容存档于2007-02-22）（埃米·諾特與同事相冊）
- ,  (collection of photograms), Germany: MFO,   [2020-05-29], （原始内容存档于2011-04-25）（埃米·諾特相冊）
- Lemmermeyer, Franz; Roquette, Peter (编),  [Helmut Hasse and Emmy Noether – Their Correspondence 1925–1935], Germany: Göttingen University, 2006  [2020-05-29], ISBN 978-3-938616-35-2, doi:10.17875/gup2006-49, （原始内容 (PDF)存档于2019-08-11）（1925至1935年間赫爾穆特·哈斯與埃米·諾特之間的書信）
- Angier, Natalie, , The New York Times, 2012-03-26  [2020-05-29], （原始内容存档于2020-08-16）（《紐約時報》有關埃米·諾特的文章）
- 埃米·諾特肖像照（页面存档备份，存于）
- 埃米·諾特致布林莫爾學院院長信（页面存档备份，存于）
- 2019年諾特學術研討會（页面存档备份，存于）